# دون هوبكينز
دون هوبكينز (بالإنجليزية: Don Hopkins)‏ هو مهندس وعالم حاسوب أمريكي، ولد في القرن العشرين.

## وصلات خارجية
- الموقع الرسمي